# オマハ・ザ・キャット・ダンサー
オマハ・ザ・キャット・ダンサー（英: Omaha the Cat Dancer）は、作画リード・ウォーラー、原作ケイト・ウォーリーによって制作されたエロティックなコミック・ストリップで、後に漫画本になった作品。擬人化した動物を扱っており、1989年と1991年にアイズナー賞にノミネートされた。

## 文化的影響
オマハ・ザ・キャット・ダンサーは、1980年代初めに見られた性的な要素をインパクト重視で利用した作品ではなく、ストーリーラインにセックスを組み込んだ漫画の最初のものの一つだった。1988年、シカゴの郊外にあるコミックブックストア「フレンドリー・フランクス」に、オマハ・ザ・キャット・ダンサーを含む「猥褻な」作品の販売で750ドルの罰金が科せられた。その裁判費用を供出するためにコミック弁護基金が結成された。